# Santuario de San Onofre
El santuario de San Onofre, actual parroquia Virgen de la Luz, es un Bien Relevancia Local (Genérico), según la Disposición Adicional Quinta de la Ley 5/2007, de 9 de febrero, de la Generalitat, de modificación de la Ley 4/1998, de 11 de junio, del Patrimonio Cultural Valenciano (DOCV Núm. 5.449 / 13/02/2007), sito en la Avenida San Onofre s/n, de la localidad de Cuart de Poblet, en la comarca de la Huerta Oeste, de la provincia de Valencia; con código: 46.14.102-003.

## Historia
La ermita, que pasó a ser más tarde santuario (edificio), se erigió en el Parque de San Onofre, posiblemente en 1321. Por aquel entonces se trataba de un eremitorio de estructura muy sencilla, donde los monjes del  Monasterio de Poblet, de la Orden del Císter popularizaron la antigua visión del molinero de los frailes sobre San Onofre anacoreta con una ermita en el lugar.
En San Onofre de los Alboredes se situó la conocida como "casa del morbo", durante la epidemia de peste que azotó Valencia en el verano de 1519 y que fue uno de los motivos para la revuelta popular de las Germanías entre 1519 y 1522.
Ya en 1547 se llevó a cabo una ampliación y se construyó una capilla dedicada a la Virgen de la Luz (“Mare de Deu de la Llum”); colocándose en la puerta una cruz gótica. El conjunto tiene también adosada la vivienda del ermitaño.
Más tarde, en 1630 se proclama a la Virgen de la Luz, patrona de Cuart de Poblet, llevándose a cabo en 1723 una nueva remodelación del interior edificio, para adaptarlo a los gustos barroco-rococós, de la época.
En las proximidades de la ermita, en 1808, durante la guerra de la Independencia española, se libró la llamada Batalla de San Onofre, hecho que queda relatado en un retablo cerámico que existe en la fachada de la misma.
En 1884 se restauró la ermita y se le colocó la actual puerta. En 1896 San Onofre es declarado, patrón de Cuart de Poblet. En 1971 se declaró al edificio parroquia de la Madre Santísima de la Luz. En 1996 se fundó la comisión para la restauración del templo.
Se realizaron obras de restauración en 2003, y el 23 de octubre de ese mismo año, el arzobispo de Valencia, Agustín García-Gasco presidió la ceremonia de dedicación y consagración de la ermita.

## Descripción
De la fachada destaca por su sencillez, de fábrica de mampostería enlucida de mortero, con amplio óculo (hueco circular) acristalado que acaba en doble espadaña, y cornisa adornada con piedras talladas.
En 1940 se sustituyó la azulejería de 1865, que se situaba en el tímpano de la puerta, presentando en la actualidad un retablo de azulejos representando la aparición de San Onofre. El edificio posee también cúpula ovalada de tejas azules, rematada en cruz y veleta de forja.
El interior es muy espacioso, de planta longitudinal, con una nave rectangular con coro a los pies cubierta por bóveda de cañón con arcos fajones.
Sobre el presbiterio, en la primera crujía una original bóveda de crucería renacentista de ecos gótico-mudéjares con nervios de ladrillos mixtilíneos. Está separado por dos gradas y barandilla de hierro, alberga un bello retablo neoclásico en el que se venera la imagen de San Onofre en un nicho de grandes proporciones; así como relieves, tallas e imágenes de otras figuras sacras.
Existen numerosas capillas laterales, bajo arcos rebajados, de entre las que destaca la de la capilla de la Virgen de la Luz, de forma ovalada y con cúpula elipsoidal ciega, de estilo neoclásico resaltando el valioso zócalo de azulejos antiguos; aunque también las hay dedicadas a San Rafael, San Antón y la Virgen del Consuelo.
En 1904 se añadió el zócalo y se cambió el pavimento. Hay florones dorados en el techo y lunetos con adornos barrocos.

## Fiestas
San Onofre tiene una su fiesta grande en junio. Desde principios del siglo XVIII, cada 9 de junio, Cuart de Poblet celebra La Passejà de Sant Onofre, fiesta declarada de interés turístico de la Comunitat Valenciana desde 2007. La tradición oral sitúa el origen de La Passejà en el año 1723, en el marco de una leyenda milagrosa en un Quart agrícola y rural. Cuentan los mayores que al finalizar la primavera de 1723 la situación del labradores de Cuart de Poblet era desesperada. Había una gran sequía y el meses de lluvia habían pasado sin dejar casi agua. El río, además, apenas llevaba un poco de caudal, y las acequias hacía días que no llevaban agua. Por eso, cuando en la noche del 9 de junio se arremolinaron las nubes de tormenta, en muchas casas empezaron a dar gracias a S. Onofre por haber sentido sus peticiones y no haber abandonado a sus hijos de Quart en esa situación angustiosa. Pero la alegría enseguida se convirtió en un grito de desesperación cuando empezaron a caer en las calles del pueblo grandes piedras de granizo: Si las cosechas estaban debilitadas, aquella piedra sería la pérdida completa de todo y el inicio de una temporada de hambre. Los labradores, salieron en plena noche a los campos para tratar de salvar el que se pudiera. Pero allí, en la huerta, se dieron cuenta de que mientras en el pueblo continuaba granizaba, en los campos solo llovía agua beneficiosa. Enseguida, entendieron que esto era una señal de la protección de su patrón S. Onofre y se concentraron en la puerta de la ermita para sacar el anda del santo a "pasear" y agradecerle con tracas y música su intervención milagrosa.
Por otra parte, a principios de septiembre (el primer domingo de este mes), tienen lugar las fiestas mayores, con numerosos actos que incluyen danzas populares donde se celebra la passejà del patrón Sant Onofre a cargo de los Clavarios de Sant Onofre, acompañado por los vecinos del municipio y de otras localidades además de la banda de música y del grupo de tabal i dolçaina junto los coheteros y un gran castillo de fuegos artificiales. 
Al final del recorrido en el Llar se reparte horchata y rosquilletas, este pasado año 2018 se hizo historia con el piromusical a cargo de Ricasa (Ricardo Caballer + Chiquitin ) los efectos de lásershow y sonido de Vfv y la música de Víctor Pérez Dj de Cuart de Poblet y clavario de Sant Onofre logrando reunir a más de 9 mil personas y autoridades de las Cortes Valencianas, Diputación de Valencia, Ayuntamientos y medios como prensa, TV, radio y digital.